# Sierville
Sierville est une commune française située dans le département de la Seine-Maritime en région Normandie.

## Géographie

### Localisation
| Sainte-Austreberthe | Butot     | Le Bocasse    |
| Goupillières        | Sierville | Clères        |
| Fresquiennes        |           | Anceaumeville |

### Hydrographie
La commune est située dans le bassin Seine-Normandie. Elle n'est drainée par aucun cours d'eau,.

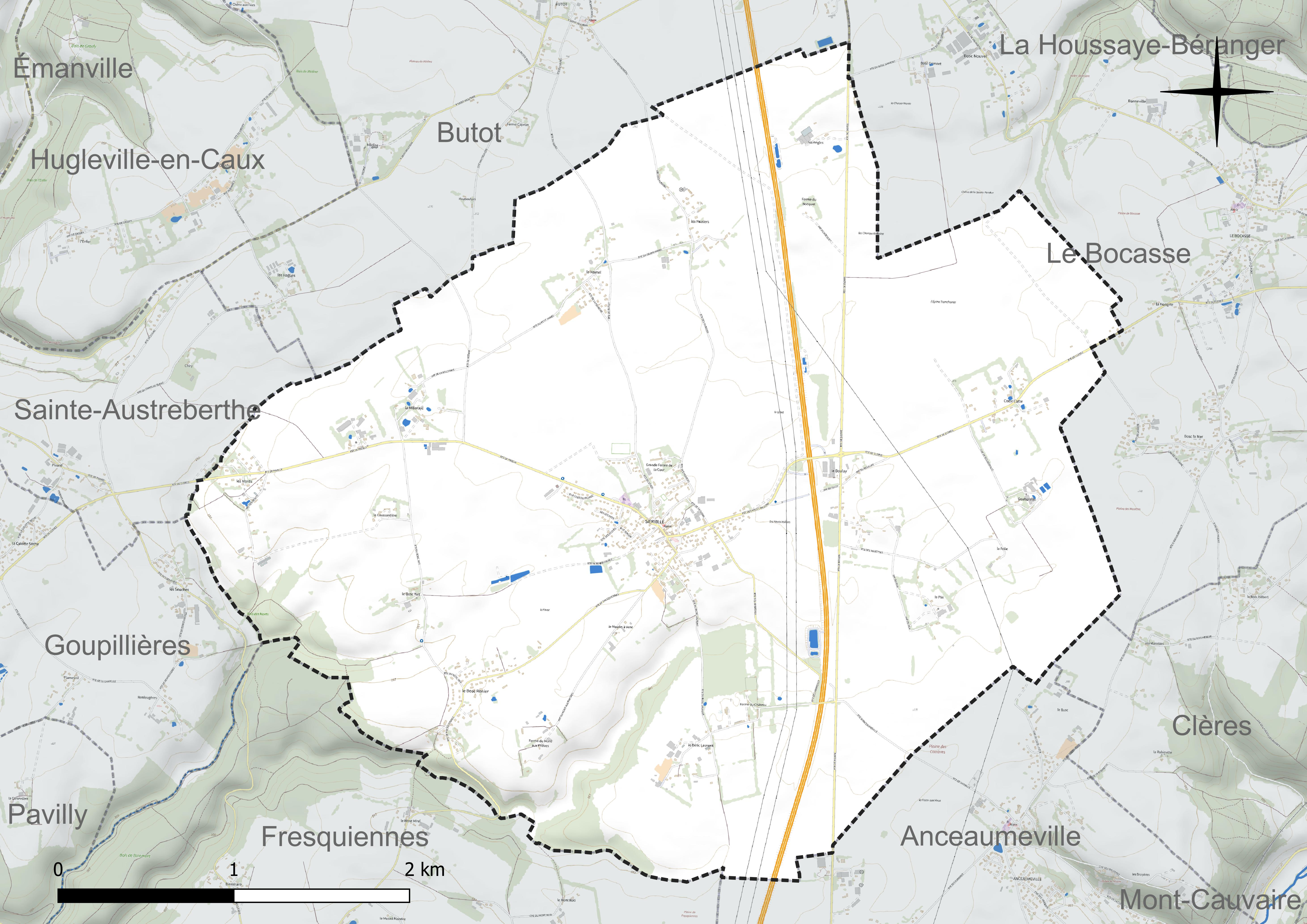
Réseau hydrographique de Sierville.

### Climat
Pour des articles plus généraux, voir Climat de la Normandie et Climat de la Seine-Maritime.
En 2010, le climat de la commune est de type climat océanique dégradé des plaines du Centre et du Nord, selon une étude du CNRS s'appuyant sur une série de données couvrant la période 1971-2000. En 2020, Météo-France publie une typologie des climats de la France métropolitaine dans laquelle la commune est exposée à un climat océanique et est dans la région climatique Côtes de la Manche orientale, caractérisée par un faible ensoleillement (1 550 h/an) ; forte humidité de l’air (plus de 20 h/jour avec humidité relative > 80 % en hiver), vents forts fréquents. Parallèlement le GIEC normand, un groupe régional d’experts sur le climat, différencie quant à lui, dans une étude de 2020, trois grands types de climats pour la région Normandie, nuancés à une échelle plus fine par les facteurs géographiques locaux. La commune est, selon ce zonage, exposée à un « climat maritime », correspondant au Pays de Caux, frais, humide et pluvieux, légèrement plus frais que dans le Cotentin.
Pour la période 1971-2000, la température annuelle moyenne est de 10,1 °C, avec une amplitude thermique annuelle de 14,7 °C. Le cumul annuel moyen de précipitations est de 915 mm, avec 13,7 jours de précipitations en janvier et 8,8 jours en juillet. Pour la période 1991-2020, la température moyenne annuelle observée sur la station météorologique la plus proche, située sur la commune de Rouen à 17 km à vol d'oiseau, est de 12,6 °C et le cumul annuel moyen de précipitations est de 817,9 mm,. Pour l'avenir, les paramètres climatiques de la commune estimés pour 2050 selon différents scénarios d'émission de gaz à effet de serre sont consultables sur un site dédié publié par Météo-France en novembre 2022.

## Urbanisme

### Typologie
Au 1er janvier 2024, Sierville est catégorisée commune rurale à habitat dispersé, selon la nouvelle grille communale de densité à sept niveaux définie par l'Insee en 2022.
Elle est située hors unité urbaine. Par ailleurs la commune fait partie de l'aire d'attraction de Rouen, dont elle est une commune de la couronne,. Cette aire, qui regroupe 317 communes, est catégorisée dans les aires de 200 000 à moins de 700 000 habitants,.

### Occupation des sols
L'occupation des sols de la commune, telle qu'elle ressort de la base de données européenne d’occupation biophysique des sols Corine Land Cover (CLC), est marquée par l'importance des territoires agricoles (93,4 % en 2018), une proportion identique à celle de 1990 (93,4 %). La répartition détaillée en 2018 est la suivante : 
terres arables (71,5 %), prairies (20,3 %), forêts (4,2 %), zones urbanisées (2,4 %), zones agricoles hétérogènes (1,6 %). L'évolution de l’occupation des sols de la commune et de ses infrastructures peut être observée sur les différentes représentations cartographiques du territoire : la carte de Cassini (XVIIIe siècle), la carte d'état-major (1820-1866) et les cartes ou photos aériennes de l'IGN pour la période actuelle (1950 à aujourd'hui).

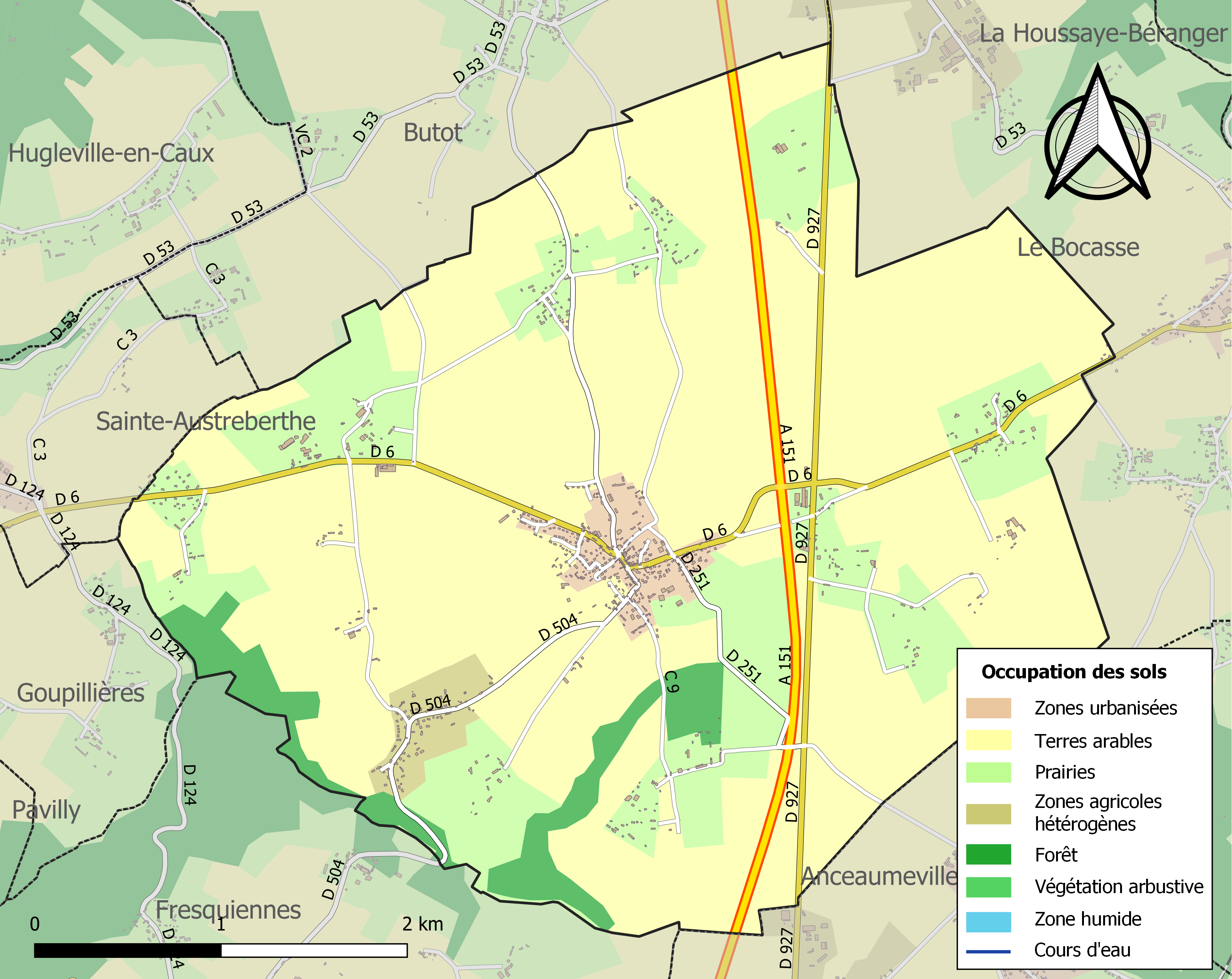
Carte des infrastructures et de l'occupation des sols de la commune en 2018 (CLC).

## Toponymie
Le nom de la localité est attesté sous la forme Sierhvillam en 1032 et 1035 ou Sieriivillam en 1032 et 1035, Chierville en Caux en 1544 (dénomination royale).

## Politique et administration

### Liste des maires
| Période                                  | Période                    | Identité     | Étiquette | Qualité                                       |
| ---------------------------------------- | -------------------------- | ------------ | --------- | --------------------------------------------- |
| Les données manquantes sont à compléter. |                            |              |           |                                               |
| 1908                                     |                            | M. de Captot |           |                                               |
| Les données manquantes sont à compléter. |                            |              |           |                                               |
| mars 2001                                | En cours (au 10 août 2020) | Yves Loisel  |           | Retraité SNCF Réélu pour le mandat 2020-2026, |

### Distinctions et labels
Durant la mandature 2014-2020, la commune a obtenu une troisième fleur au concours des villes et villages fleuris ainsi que le label « Ville prudente ».

## Population et société

### Démographie
L'évolution du nombre d'habitants est connue à travers les recensements de la population effectués dans la commune depuis 1793. Pour les communes de moins de 10 000 habitants, une enquête de recensement portant sur toute la population est réalisée tous les cinq ans, les populations de référence des années intermédiaires étant quant à elles estimées par interpolation ou extrapolation. Pour la commune, le premier recensement exhaustif entrant dans le cadre du nouveau dispositif a été réalisé en 2007.

En 2022, la commune comptait 1 105 habitants, en évolution de +7,7 % par rapport à 2016 (Seine-Maritime : +0,35 %, France hors Mayotte : +2,11 %).
| 1793  | 1800  | 1806  | 1821 | 1831 | 1836 | 1841 | 1846 | 1851 |
| ----- | ----- | ----- | ---- | ---- | ---- | ---- | ---- | ---- |
| 1 185 | 1 100 | 1 007 | 950  | 918  | 930  | 930  | 944  | 885  |

| 1856 | 1861 | 1866 | 1872 | 1876 | 1881 | 1886 | 1891 | 1896 |
| ---- | ---- | ---- | ---- | ---- | ---- | ---- | ---- | ---- |
| 768  | 780  | 777  | 750  | 786  | 733  | 707  | 701  | 667  |

| 1901 | 1906 | 1911 | 1921 | 1926 | 1931 | 1936 | 1946 | 1954 |
| ---- | ---- | ---- | ---- | ---- | ---- | ---- | ---- | ---- |
| 637  | 620  | 600  | 611  | 584  | 568  | 558  | 552  | 549  |

| 1962 | 1968 | 1975 | 1982 | 1990 | 1999 | 2006 | 2007 | 2012 |
| ---- | ---- | ---- | ---- | ---- | ---- | ---- | ---- | ---- |
| 503  | 442  | 485  | 687  | 817  | 859  | 907  | 914  | 989  |

| 2017  | 2022  | - | - | - | - | - | - | - |
| ----- | ----- | - | - | - | - | - | - | - |
| 1 039 | 1 105 | - | - | - | - | - | - | - |

### Sports et loisirs

#### L'Association Sports et Loisirs de Sierville (football)
Le club a été créé en 1988.
Michel Parmentier a été un des dirigeants de l'équipe vétérans 2008-2015.
Depuis 2015, le club dispose d'une équipe seniors matin, qui a été championne, lors de ses deux premières saisons.
Palmarès :
- Champion de 3e division séniors du district fluvial (2012-2013).
- Champion de Départementale 2 en séniors matin du district de Seine-Maritime (2016-2017).
- Champion de 3e série matin du district fluvial (2015-2016).
- Vice-champion de 3e division du district fluvial (2013-2014).
- Champion de 2e série vétérans (2000-2001).

### Médias
- Le quotidien Paris-Normandie et l'hebdomadaire Le Courrier cauchois relatent les informations locales.
- La commune est située dans le bassin d'émission de la chaîne de télévision France 3 Normandie.

## Culture locale et patrimoine

### Lieux et monuments
- L'église Saint-Philibert. L'église de Sierville reste jusqu'à la Révolution dans le doyenné de Pavilly. La nef est couverte d'un berceau de bois du XVe siècle, restauré au XVIIe siècle et au XIXe siècle. Deux chapiteaux situés à l'entrée du chœur remontent au XIe siècle. Le chœur remonte au style original du XIIe siècle. Il est reconstruit en 1779, puis agrandi à la fin du XIXe siècle. Le clocher, endommagé par une tempête de 1588, est l'objet de réparations à partir de 1871. La porte d'entrée est encadrée de deux monuments en pierre sculptée : un saint sépulcre de 1881 et des fonts baptismaux en 1882. Deux confréries de Charité ont officié dans cette paroisse : la confrérie de Notre-Dame-de-Liesse créée en 1493, et celle du Très-Saint-Sacrement, fondée en 1526.

### Personnalités liées à la commune
- Jean-Dominique Cassini (1625-1712). Bâtie sur un tertre, l'église aurait servi dit-on aux observations de l'astronome, directeur de l'observatoire de Paris en 1672, et auteur de nombreux travaux sur Vénus, Mars et Jupiter[23].

## Pour approfondir